# Stegodyphus manaus
Espèce
Stegodyphus manaus est une espèce d'araignées aranéomorphes de la famille des Eresidae.

## Distribution
Cette espèce est endémique du Brésil.

## Étymologie
Son nom d'espèce lui a été donné en référence au lieu de sa découverte, Manaus.

## Publication originale
- Kraus & Kraus, 1992 : Eresid spiders in the neotropics: Stegodyphus manaus n.sp. (Arachnida, Araneae, Eresidae). Verhandlungen des Naturwissenschaftlichen Vereins in Hamburg, vol. 33, p. 15-19.